# متافیت
متافیت (به انگلیسی: Metaphit) با فرمول شیمیایی C۱۸H۲۴N۲S یک ترکیب شیمیایی با شناسه پاب‌کم ۱۱۴۷۴۵ است. که جرم مولی آن ۳۰۰٫۴۶۲ g/mol می‌باشد. 